# Afet İnan

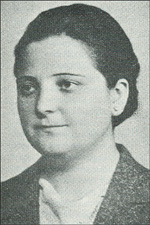
Afet İnan

Afet İnan (* 1908 in Thessaloniki; † 8. Juni 1985 in Ankara) war eine türkische Historikerin und Soziologin.

## Leben
Ayşe Afet İnan war eine der Adoptivtöchter von Mustafa Kemal Atatürk. Sie wurde 1908 in Thessaloniki geboren und lebte dann im Osmanischen Reich.
1925 schloss sie die Lehrer-Hochschule für Mädchen in Bursa ab und begann, als Grundschullehrerin in Izmir zu arbeiten. Sie traf Mustafa Kemal zum ersten Mal im selben Jahr im Oktober während seines Besuchs in Izmir. Afet wurde 1925 von Atatürk nach Lausanne geschickt, um die französische Sprache zu erlernen. 1927 ging sie zurück und setzte sich für die Errichtung der französischen „Notre Dame de Sion Hochschule für Mädchen“ in Istanbul ein.
Nach der Eröffnung der Schule wurde sie zur Sekundarschullehrerin für Geschichte ernannt. 1935 ging Afet İnan wieder in die Schweiz, um Geschichte an der Universität Genf zu studieren. Nach ihrer Rückkehr erhielt sie 1939 einen Doktorgrad der Soziologie. In ihrer Dissertation versuchte sie zu beweisen, dass Anatolien die Heimat der türkischen Rasse sei. Demnach beginne die Geschichte der Türken in der Jungsteinzeit. Hethiter, Seldschuken und Osmanen wiesen nach Auffassung von İnan identische Merkmale auf. Türken gehörten demnach nicht zur „gelben Rasse“. Afet versuchte die These mit anthropometrischen Messungen zu beweisen. Ab dem Jahr 1937 wurden mit Hilfe der Gesundheitsbehörden in der Türkei entsprechende Messungen an 64.000 Personen durchgeführt. 1950 wurde sie Professorin an der Universität Ankara. Sie war Mitgründerin und ein führendes Mitglied des Türk Tarih Kurumu, des türkischen Geschichtsinstituts.
İnan starb am 8. Juni 1985 in Ankara. Sie wurde auf dem städtischen Friedhof Cebeci beigesetzt. Sie hinterließ ihren Ehemann Rıfat, ihre Tochter Arı und ihren Sohn Demir.
Der Afet İnan historische Studien Preis wird alle zwei Jahre durch die türkische Geschichte-Grundlage in Zusammenarbeit mit der Familie İnans vergeben.

## Schriften
- Türk Tarihinin Ana Hatları, Istanbul, Devlet Matbaası, 1931
- Medeni bilgiler ve M. Kemal Atatürk'ün el yazıları, Ankara, Türk Tarih Kurumu, 1969
- Atatürk'ten yazdıklarım, Ankara, 1969
- Recherches Sur les Caractéres Anthropologiques des Population de la Turquie, Genève, 1939
- Türk Amirali Piri Reis'in Hayatı ve Eserleri
- L'émancipation de la Femme Turque